# Justus van Egmont
Justus van Egmont (noto anche come Juste d'Egmont) (Leida, 22 settembre 1601 – Anversa, 8 gennaio 1674) è stato un pittore fiammingo, attivo soprattutto nella realizzazione di arazzi.

## Biografia

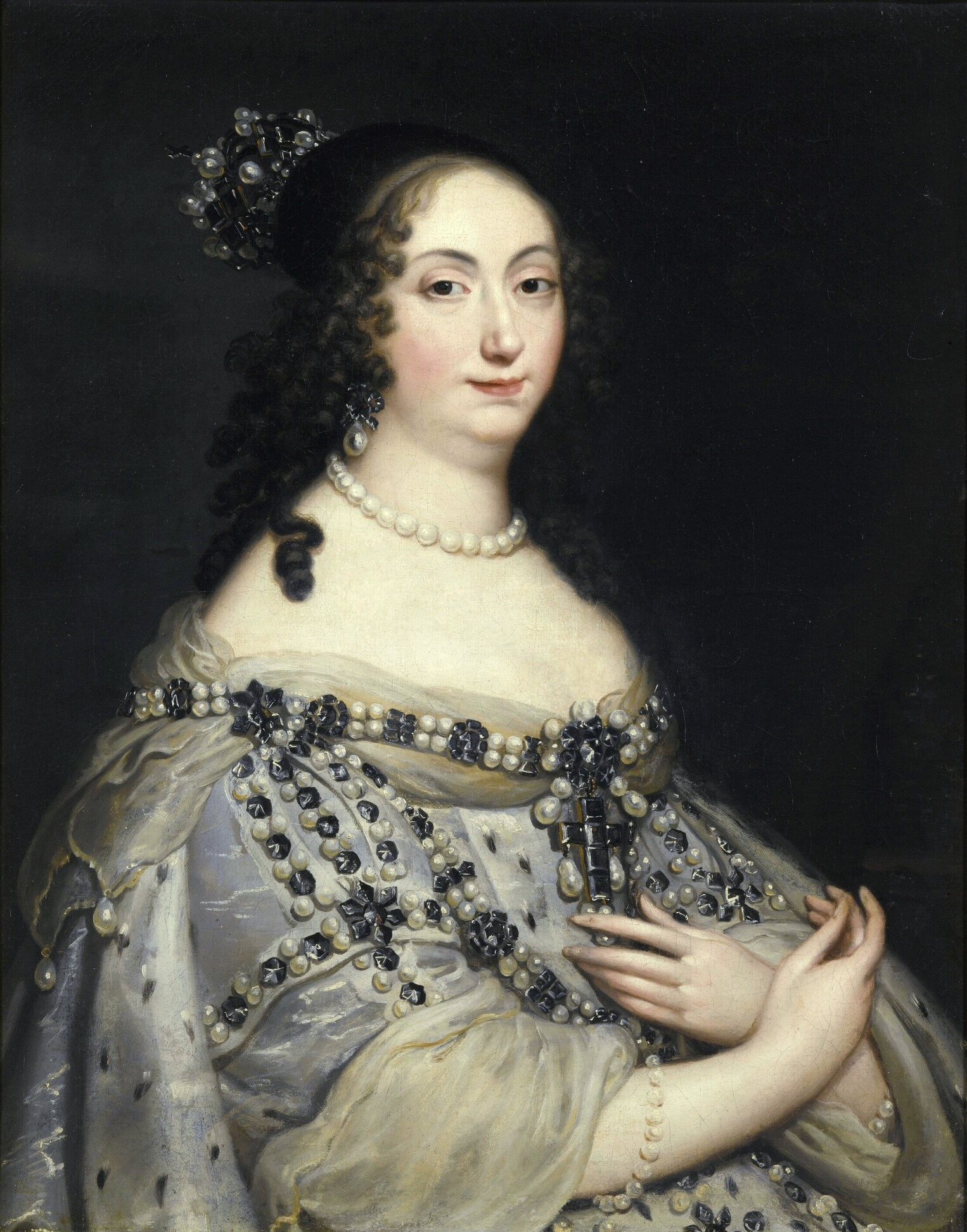
La regina di Polonia Maria Luisa di Gonzaga-Nevers, 1646, ora nella Reggia di Versailles

Justus si trasferì con la famiglia all'età di 14 anni, quando entrò nella bottega del maestro Gaspar van den Hoecke. Verso il 1618, come molti altri artisti del tempo, iniziò un Grand Tour in Italia; questo era considerato come un rito di passaggio, soprattutto dopo la pubblicazione nel 1604 del Schilder-Boeck di Karel van Mander. Tra il 1620 ed il 1628 lavorò presso la bottega di Rubens, collaborando alla realizzazione della serie di dipinti sulla Vita di Maria de Medici per il Palazzo del Lussemburgo a Parigi; da solo eseguì un'Ultima cena per la cattedrale di Malines. Proprio per questo motivo Arnold Houbraken lo menziona come pittore di scene storiche. Nel 1628 ad Anversa divenne membro della gilda di San Luca, ma poco dopo, quando Rubens partì per la Spagna, si trasferì a Parigi e divenne pittore di corte della casa reale, prima per Luigi XIII e poi per Luigi XIV.
Assai apprezzato in Francia come ritrattista, ad esempio per la serie di ritratti del castello di Balleroy in Normandia, collaborò pure alle grandi decorazioni sotto la direzione di Simon Vouet. Nel 1648 fu uno dei dodici fondatori dell'accademia di pittura e scultura. Nel 1649 la sua presenza è documentata a Bruxelles, mentre nel 1653 ritorno' ad Anversa. Nella ultima parte della sua vita dipinse principalmente cartoni per varie serie di arazzi, di cui le più note sono le Storie di Cesare (1659) e le Storie di Marco Antonio e Cleopatra (1661).
Possessore di un'ingente fortuna, nella sua sontuosa dimora di Anversa si era costituito un'importantissima collezione di dipinti, tra i quali vi erano opere di Rubens, Antoon Van Dyck, Hans Holbein il Giovane, Johann Boeckhorst, Pieter van Mol e Frans Pourbus il Giovane.